# Esopus
Esopus es un pueblo ubicado en el condado de Ulster en el estado estadounidense de Nueva York. En el año 2000 tenía una población de 9,331 habitantes y una densidad poblacional de 97 personas por km².

## Geografía
Esopus se encuentra ubicado en las coordenadas 41°49′40″N 73°57′54″O / 41.82778, -73.96500. Según la Oficina del Censo, la ciudad tiene un área total de 108,5 km² (41,9 mi²), de la cual 96,5 km² (37,3 mi²) es tierra y 12 km² (4,6 mi²) (11.08%) es agua.

## Demografía
Según la Oficina del Censo en 2000 los ingresos medios por hogar en la localidad eran de $46,915, y los ingresos medios por familia eran $55,442. Los hombres tenían unos ingresos medios de $38,016 frente a los $31,010 para las mujeres. La renta per cápita para la localidad era de $21,174. Alrededor del 11,7% de la población estaban por debajo del umbral de pobreza.